# Ranunculus thasius
Ranunculus thasius là một loài thực vật có hoa trong họ Mao lương. Loài này được Hal�csy miêu tả khoa học đầu tiên năm 1892.